# ギジェルモ・フランコ
ギジェルモ・フランコ（Guillermo Luis Franco Farquason, 1976年11月3日 - ）は、アルゼンチン・コリエンテス出身の元サッカー選手。メキシコ代表であった。ポジションはフォワード。

## クラブ経歴

### 初期の経歴
1995年にCAサン・ロレンソ・デ・アルマグロからデビューし、主に右ウイングとして2002年までプレーした。2002年の中頃にメキシコのCFモンテレイに移籍し、アペルトゥーラ2002のアトランテFC戦でデビュー。アペルトゥーラ2004ではフォワードとしてプレーし、16試合に出場して15得点を挙げて得点王に輝いた。クラウスーラ2003ではリーグ優勝を果たし、2004年と2005年には準優勝した。CFモンテレイでは4年間で57得点を挙げ、メキシコに帰化してメキシコ代表入りを果たした。

### ビジャレアルCF
2006年1月、サン・ロレンソ時代の恩師であるマヌエル・ペレグリーニが監督を務めるスペイン・リーガ・エスパニョーラ・ビジャレアルCFと3年契約を結んだ。移籍金は180万ユーロ（約2億5000万円）であり、2005-06シーズンは背番号99を着けた。3月4日のデポルティーボ・アラベス戦でリーグデビューし、62分にヘディングからフアン・ロマン・リケルメの得点を演出すると、82分には自らも得点した。UEFAチャンピオンズリーグ準決勝のアーセナルFC戦セカンドレグでは惜しいヘディングシュートを放った。
2008年1月2日、コパ・デル・レイ4回戦のUDラス・パルマス戦セカンドレグでは後半ロスタイムに得点し、2-1での勝利に貢献した。2月3日のレアル・ムルシア戦でも後半ロスタイムに得点し、リーグ戦3位浮上に貢献。2月21日のUEFAカップ・FCゼニト・サンクトペテルブルク戦セカンドレグでは75分に得点して勝ち抜けに望みをつないだが、アウェーゴールを奪われていたために敗退した。その後もアスレティック・ビルバオ戦で同点弾を決め、FCバルセロナ戦でPKを獲得し、レバンテUD戦での試合終了間際に決勝点を挙げるなど好調が続いていたが、メキシコ代表のガーナとの親善試合で左太股を負傷した。途中出場が多かったものの、2007-08シーズンは結果的に自己最多の8得点を記録した。
2008-09シーズンはUEFAチャンピオンズリーグ・オールボーBK戦で決めたボレーシュートが唯一の得点で、リーグ戦では無得点に終わった。2008年9月17日のマンチェスター・ユナイテッドFC戦ではアンヘル・ロペスからのクロスをヒールで流したが、ポストにはじかれてゴールはならなかった。UEFAチャンピオンズリーグ、グループリーグ最終節のセルティックFC戦ではガリー・コールドウェルの手を振り払ったことで一発退場処分を受けた。2009年5月、契約満了に伴ってビジャレアルを退団。ビジャレアルCFには3シーズン半在籍したが、度重なる怪我に苦しめられた。

### ウェストハム・U
2009年夏の移籍期間中には所属クラブが決まらなかったが、9月11日、イングランドのプレミアリーグのウェストハム・ユナイテッドFCと1年契約を結び、ウェストハム・Uに在籍する初めてのメキシコ人選手となった。9月25日には、クラブが破産の危機に陥っていることが明らかにされた。10月17日のストーク・シティFC戦 (1-2) でデビューし、10月31日のサンダーランドAFC戦で移籍後初得点となる先制点を挙げたが、この試合は2-2の引き分けに終わった。2010年4月24日のウィガン・アスレティックFC戦 (3-2) ではスコット・パーカーの決勝点をアシストし、FLチャンピオンシップ（2部）降格から遠ざかる勝利に貢献。彼自身はクラブ残留を希望したが、シーズン終了後の契約満了にともなってウェストハム・Uを離れた。

### CAベレス・サルスフィエルド
2010年夏からの半年間は所属クラブがなかったが、2011年1月にアルゼンチンのCAベレス・サルスフィエルドと1年契約を結んだ。2011クラウスーラ開幕戦のCAインデペンディエンテ戦 (2-2) の後半、サンティアゴ・シルバとの交代で途中出場してデビューした。コパ・リベルタドーレスのカラカスFC戦に先発出場して国際舞台に復帰したが、この試合で肩を負傷して残りのシーズンを棒に振った。加入してからの総出場時間が30分にも満たなかったため、フランコはクラブのために怪我から回復するまでの自身の契約解除か給料の返還を申し出たが、クラブはフランコの申し出を拒否した。コパ・リベルタドーレスの準々決勝・クラブ・リベルタ戦で復帰し、4-2で勝利した試合でペナルティキックを決めた。クラウスーラ2011では5試合に出場（先発出場は1試合）し、自身10年ぶりにリーグ優勝を果たした。

### その後
2012年はメキシコのCFパチューカ、アメリカのシカゴ・ファイアーでプレーしたが、得点をあげることができず、2013年1月29日に現役引退を発表した。
2014年、メキシコのインドアサッカークラブであるモンテレイ・フラッシュに加入した。

## 代表経歴
2002年にメキシコのCFモンテレイに移籍し、2004年にメキシコ国籍を取得した。2005年10月8日、2006 FIFAワールドカップ・北中米カリブ海予選のグアテマラ戦でメキシコ代表デビューし、その試合で初得点を挙げた。
2006年には2006 FIFAワールドカップのメキシコ代表メンバーに選ばれ、グループリーグ初戦のイラン戦 (3-1) ではフリーキックを頭で流してオマール・ブラボの得点をアシストした。2戦目のアンゴラ戦 (0-0) ではシュートを何本もGKジョアン・リカルドに阻まれ、3戦目のポルトガル戦は試合終了間際のパワープレー要員として途中出場した。決勝トーナメント1回戦のアルゼンチン戦は延長戦にもつれたが、フランコは120分間出場機会がなく、チームは1-2で敗れた。
2009年にはCONCACAFゴールドカップに出場し、コスタリカ戦とアメリカ戦で得点した。2010 FIFAワールドカップ・北中米カリブ海予選では6試合に出場し、最終予選のコスタリカ戦 (3-0) とトリニダード・トバゴ戦 (2-1) で得点した。トリニダード・トバゴ戦の得点は試合開始1分で決めたものだった。2010 FIFAワールドカップ本大会ではメキシコ代表の4試合すべてに出場した。2010年9月、代表引退を発表した。

## 個人成績
2011年2月20日時点
| クラブ成績   | クラブ成績          | クラブ成績                | リーグ | リーグ | カップ   | カップ   | 国際大会       | 国際大会       | 通算 | 通算 |
| シーズン     | クラブ              | リーグ                    | 出場   | 得点   | 出場     | 得点     | 出場           | 得点           | 出場 | 得点 |
| アルゼンチン | アルゼンチン        | アルゼンチン              | リーグ | リーグ | カップ   | カップ   | 南米           | 南米           | 通算 | 通算 |
| ------------ | ------------------- | ------------------------- | ------ | ------ | -------- | -------- | -------------- | -------------- | ---- | ---- |
| 1995-96      | サン・ロレンソ      | プリメーラ (アルゼンチン) | 3      | 0      | -        | -        | -              | -              | 3    | 0    |
| 1996-97      | サン・ロレンソ      | プリメーラ (アルゼンチン) | 6      | 0      | -        | -        | -              | -              | 6    | 0    |
| 1997-98      | サン・ロレンソ      | プリメーラ (アルゼンチン) | 10     | 1      | -        | -        | -              | -              | 10   | 1    |
| 1998-99      | サン・ロレンソ      | プリメーラ (アルゼンチン) | 6      | 0      | -        | -        | -              | -              | 6    | 0    |
| 1999-00      | サン・ロレンソ      | プリメーラ (アルゼンチン) | 26     | 10     | -        | -        | -              | -              | 26   | 10   |
| 2000-01      | サン・ロレンソ      | プリメーラ (アルゼンチン) | 19     | 7      | -        | -        | -              | -              | 19   | 7    |
| 2001-02      | サン・ロレンソ      | プリメーラ (アルゼンチン) | 26     | 5      | -        | -        | -              | -              | 26   | 5    |
| メキシコ     | メキシコ            | メキシコ                  | リーグ | リーグ | カップ   | カップ   | 北中米カリブ海 | 北中米カリブ海 | 通算 | 通算 |
| 2002-03      | モンテレイ          | プリメーラ (メキシコ)     | 39     | 15     | -        | -        | -              | -              | 39   | 15   |
| 2003-04      | モンテレイ          | プリメーラ (メキシコ)     | 30     | 12     | -        | -        | -              | -              | 30   | 12   |
| 2004-05      | モンテレイ          | プリメーラ (メキシコ)     | 28     | 23     | -        | -        | -              | -              | 28   | 23   |
| 2005-06      | モンテレイ          | プリメーラ (メキシコ)     | 22     | 13     | -        | -        | -              | -              | 22   | 13   |
| スペイン     | スペイン            | スペイン                  | リーグ | リーグ | 国王杯   | 国王杯   | ヨーロッパ     | ヨーロッパ     | 通算 | 通算 |
| 2005-06      | ビジャレアル        | ラ・リーガ                | 12     | 4      | 0        | 0        | 5              | 0              | 17   | 4    |
| 2006-07      | ビジャレアル        | ラ・リーガ                | 27     | 2      | 5        | 0        | -              | -              | 32   | 2    |
| 2007-08      | ビジャレアル        | ラ・リーガ                | 24     | 8      | 0        | 0        | 6              | 1              | 30   | 9    |
| 2008-09      | ビジャレアル        | ラ・リーガ                | 18     | 0      | 1        | 1        | 6              | 1              | 25   | 2    |
| イングランド | イングランド        | イングランド              | リーグ | リーグ | FAカップ | FAカップ | ヨーロッパ     | ヨーロッパ     | 通算 | 通算 |
| 2009-10      | ウェストハム・U     | プレミア                  | 23     | 5      | 0        | 0        | -              | -              | 23   | 5    |
| アルゼンチン | アルゼンチン        | アルゼンチン              | リーグ | リーグ | カップ   | カップ   | 南米           | 南米           | 通算 | 通算 |
| 2010-11      | V・サルスフィエルド | プリメーラ (アルゼンチン) | 6      | 0      | -        | -        | 3              | 1              | 9    | 1    |
| 2011-12      | V・サルスフィエルド | プリメーラ (アルゼンチン) | 4      | 1      | -        | -        | 0              | 0              | 4    | 1    |
| 通算         | アルゼンチン        | アルゼンチン              | 106    | 24     | -        | -        | 3              | 1              | 109  | 25   |
| 通算         | メキシコ            | メキシコ                  | 119    | 63     | -        | -        | -              | -              | 119  | 63   |
| 通算         | スペイン            | スペイン                  | 81     | 14     | 6        | 1        | 17             | 2              | 104  | 17   |
| 通算         | イングランド        | イングランド              | 23     | 5      | 0        | 0        | -              | -              | 23   | 5    |
| 総通算       | 総通算              | 総通算                    | 229    | 106    | 6        | 1        | 20             | 3              | 355  | 110  |

## 代表歴

### 出場大会
- メキシコ代表
  - 2006 FIFAワールドカップ
  - 2010 FIFAワールドカップ

### 試合数
- 国際Aマッチ 25試合 7得点（2005年-2010年）[24]

| メキシコ代表 | 国際Aマッチ | 国際Aマッチ |
| 年           | 出場        | 得点        |
| ------------ | ----------- | ----------- |
| 2005         | 4           | 1           |
| 2006         | 6           | 1           |
| 2007         | 0           | 0           |
| 2008         | 2           | 0           |
| 2009         | 8           | 4           |
| 2010         | 5           | 1           |
| 通算         | 25          | 7           |

### 得点
| #  | 日時          | 場所                 | 相手                 | スコア | 結果     | 大会                                        |
| -- | ------------- | -------------------- | -------------------- | ------ | -------- | ------------------------------------------- |
| 1. | 2005年10月8日 | サン・ルイス・ポトシ | グアテマラ           | 1-1    | 5-2      | 2006 FIFAワールドカップ・北中米カリブ海予選 |
| 2. | 2006年3月1日  | テキサス州, フリスコ | ガーナ               | 1-0    | 1-0      | 親善試合                                    |
| 3. | 2009年6月10日 | メキシコシティ       | トリニダード・トバゴ | 1-0    | 2-1      | 2010 FIFAワールドカップ・北中米カリブ海予選 |
| 4. | 2009年7月23日 | シカゴ               | コスタリカ           | 1-0    | 5-3 (PK) | 2009 CONCACAFゴールドカップ                 |
| 5. | 2009年7月26日 | イーストラザフォード | アメリカ合衆国       | 0-5    | 0-5      | 2009 CONCACAFゴールドカップ                 |
| 6. | 2009年9月5日  | サン・ホセ           | コスタリカ           | 0-2    | 3-0      | 2010 FIFAワールドカップ・北中米カリブ海予選 |
| 7. | 2010年5月24日 | ロンドン             | イングランド         | 2-1    | 3-1      | 親善試合                                    |

## タイトル

### クラブ
サン・ロレンソ
- アルゼンチン・プリメーラ・ディビシオン : 2000-01C
- コパ・メルコスール : 2001

モンテレイ
- メキシコ・プリメーラ・ディビシオン : 2003C

ベレス・サルスフィエルド
- アルゼンチン・プリメーラ・ディビシオン : 2010-11C

### 代表
メキシコ代表
- CONCACAFゴールドカップ : 2009

### 個人
- メキシコ・プリメーラ・ディビシオン得点王 : 2004A